# Injun 5
Injun 5, também conhecido pela denominação Explorer 40, foi um satélite artificial da USAF gerido pola Universidade de Iowa lançado em 8 de agosto de 1968 por meio de um foguete Scout B a partir da Base da Força Aérea de Vandenberg juntamente com o satélite Explorer 39.

## Características
O Injun 5 foi o quinto satélite da série Injun, projetado, construído e gerido pela Universidade de Iowa para a USAF, e lançado também sob o programa Explorer. A sua missão principal foi medir o fluxo de partículas energéticas na atmosfera terrestre, estudar as radioemissões de frequência muito baixa (VLF) na ionosfera associadas com o fluxo de partículas, estudar os elétrons, prótons e partículas alfa presas nos cinturões de radiação, estudar os raios cósmicos e medir a temperatura e densidade de elétrons e íons positivos de energia termal ou próxima a esta. O Injun 5 foi projetado para alinhar magneticamente com o campo magnético terrestre. A alimentação elétrica era fornecida por células solares e baterias, mas um problema a bordo do satélite reduziu a quantidade disponível de energia proveniente das células solares, limitando o período de tempo em que a gravadora de fita de bordo poderia funcionar sem interrupção. O Injun 5 foi desligado entre 31 de maio de 1970 e 18 de fevereiro de 1971, após o qual foi ligado novamente. Deixou de funcionar definitivamente em junho de 1971.

## Instrumentos
O Injun 5 levava os seguintes instrumentos a bordo:
- Analisador de energia diferencial de prótons e elétrons de baixa energia (LEPEDEA).
- Receptor de VLF.
- Detector de partículas de estado sólido.
- Analisador esférico de potencial retardado.